# سجزی
سجزی با نام محلی سیگژی، شهری در شهرستان اصفهان استان اصفهان ایران است. این شهر در ۳۵ کیلومتری شرق اصفهان جای دارد. یک کاروانسرا و حمام از قدیم در این شهر قرار دارد.

## تاریخچه
عهد صفوی یکی از دوران ترقی و پیشرفت ایران به ویژه اصفهان که پایتخت است را تبلور حکومت ایران می‌توان دانست. حضور آنتونی و رابرت شرلی دو برادری که به عنوان مشاور شاه عباسی در مملکت ایران به گشت‌زنی پرداخته و نقاط مهم را شناسایی و ثمرات و محصولات آن محل را به عرض شاه رسانده از صفحه تاریخ نادیده نیست. به دلیل اینکه قسمتی از حوزه آبریز منطقه از مورچه خورت، میمه، حبیب آباد و سپس ارتفاعات زفره به طرف دشت سجزی بوده‌است آب‌های سطحی در این محل تلاقی پیدا کرده به ویژه سیلاب‌های فصلی که باعث ایجاد برکه و باتلاق سجزی که مملو از درختان تاغ و گز بوده و به دلیل بالا بودن آب‌های سطحی که در لایه اول زمین وجود دارد و بسیار شور است شورآبی وسیع به وجود آمده که عبور از آن بسیار مشکل بوده‌است. برادران آنتونی و رابرت شرلی بعد از عبور از قهاب و گلون‌آباد و عبور از جنگل و بیشه‌زار تاغ به قصبه‌ای کوچک در ماهور گچی و نمکزار رسیده که با دیدن شوره زار نمک، سجزی را تلفظ کرده‌اند وجود درختان و بیشه‌زارها باعث مخفی ماندن محل از دید دیگران بوده‌است. برادران آنتونی و رابرت شرلی از سجزی به طرف ورتون حرکت کرده و از آنجا به آبگرم رفته به دلیل اینکه قبلاً شاه عباس در محل آبگرم از درد قولنج رهایی یافته و از راه کمشچه و حبیب آباد به اصفهان عبور نموده‌اند راه جدید را کوتاهترین راه برای دسترسی به آبگرم ورتون تلقی کرده‌اند.
بعد از گذشت یک سال و احداث جاده از میان بیشه‌زارهای ذکر شده، شاه عباسی عزم سفر جهت آب درمانی به ورتون می‌نماید که از مسیر جدید عازم می‌شوند. کدخدای محل در آن زمان فردی به نام کیکاووس برادر کدخدای زفره کلوم بوده‌است که با استفاده از راهنمایی برادران شرلی اقدام به تزئین محل سجزی می‌نماید تا آن زمان یک رشته قنات تأمین‌کننده آب شرب و کشاورزی محل بوده‌است محل ورود شاه عباسی آبپاشی و آذین‌بندی می‌شود. شاه صفوی که قبلاً دستور ساخت ۹۹۹ کاروان سرا، حمام و مسجد را به کارگزاران داده بود که جهت رفاه مسافرین و قافله‌ها بر روی جاده‌های کشور احداث نماید لذا احداث جاده در باتلاق، کویر و بیشه‌زاری که حدود سه فرسخ مسیر آبگرم ورتون به اصفهان را کاهش داده نظر شاه عباسی را جلب نمود.

### سجزی در لغت‌نامه دهخدا
سجزی . [سَ] (اِخ) دهی است از دهستان حومهٔ بخش کوهپایهٔ شهرستان اصفهان واقع در ۳۴هزارگزی غرب کوهپایه متصل براه شوسهٔ اصفهان به یزد. این ناحیه در جلگه واقع و هوای آن معتدل و دارای ۶۰۰۰ تن سکنه است. آب آنجا از قنات تأمین می‌شود محصولات آن غلات و پنبه است و اهالی بکشاورزی گذران می‌کنند صنایع دستی زنان قالی و جاجیم بافی است. دارای دبستان و در حدود ۲۰۰ باب دکان است. گاراژ و قهوه‌خانه کنار جاده دارد. (از فرهنگ جغرافیایی ایران ج ۱۰).

### آثار تاریخی شهر
در همان زمان جهت اینکه شاه را متقاعد نمایند که محل جمعیتی زیاد دارد و استحقاق ساخت کاروانسرا، حمام و مسجد را دارد از والی زفره، ورتون، شورآباد و فشارک درخواست می‌شود که اهالی روستاهای تحت امر را در محل سجزی تجمع نمایند تا شاه بادیدن این جمعیت دلش به رحم آید و دستور عمران و آبادانی و ساخت کاروانسرا را صادر نماید.
شاه عباسی هنگام مراجعه به محل سجزی، با استقبال گرمی روبرو می‌شود و دستور احداث کاروان سرا، آب انبار صفوی، حمام، مسجد و همچنین حفر دو رشته قنات که یکی متعلق به محله شور آباد (مزرعه شور) و دیگری با همت ساکنین محله قلعه درویش که از مالکان صحرای نقی‌آباد بوده آغاز شد و در حال حاضر هر دو قنات دائر و از طولانی‌ترین قنات‌های سجزی محسوب می‌گردند. بالاخره عمران محل آغاز شده و از روستای محصور و مخفی، محلی علنی با برج و بارو و امن جهت مسافرین و قافله‌ها به وجود می‌آید
لازم است ذکر شود آثار به جای مانده قلعه درویش در جنوب شرقی مزرعه نقی‌آباد موجود است.
درگذشته کاروانسرا به صورت نصفی(۸۰٪) تخریب و ویران شده بود، اما بعد سال ۱۳۸۵ تا ۱۳۹۱ بخش خصوصی شروع به مرمت و ترمیم بازسازی این بنا تا سقف ۷۰۰ میلیون تومان کرده‌است و تاکنون به دلیل مشکلات شهری به صورت کامل تکمیل نشده‌است.
آب انبار صفوی موجود پس از سال‌ها استفاده مردم بلا استفاده رها شد که با پیگیری بخش خصوصی و مردمی، بازسازی و قابل بهره‌برداری برای توریست‌ها می‌باشد.
این چهار اثر تاریخی هسته اولیه تشکیل شهر سجزی می‌باشد که محله جنب سقاخانه جزء اولین محلات شهر سجزی می‌باشد.

## شهر سجزی
با تصویب هیئت دولت در مورخ ۲۲/۲/۱۳۷۷ نقاط جغرافیایی سجزی – مزرعه شور و مجتمع مسکونی ایستگاه راه‌آهن از توابع شهرستان اصفهان ادغام و به شهر تبدیل و با عنوان شهر سجزی شناخته شد.

### مساحت
مساحت شهر سجزی بالغ بر ۱۳۴ هکتار می‌باشد.
فاصله تا مرکز استان:
شهر سجزی در فاصله ۳۵ کیلومتری شرق اصفهان بزرگ و در کنار جاده ترانزیتی اصفهان – نایین و در حاشیه کویر مرکزی ایران قرار گرفته‌است.
ارتفاع از سطح دریا:
ارتفاع شهر سجزی از سطح دریا ۱۵۳۰–۱۵۶۰ متر می‌باشد.

### جمعیت
طبق آخرین آمار و بر اساس سرشماری نفوس و مسکن سال ۱۳۹۵ جمعیت شهر سجزی بالغ بر ۵٬۰۶۳ نفر مشتمل بر ۲٬۵۵۱ نفر مرد و ۲٬۵۵۱ نفر زن می‌باشد. همچنین این شهر دارای ۱٬۶۱۸ خانوار می‌باشد.
بافت تاریخی شهر سجزی:
هسته اولیه و بافت قدیمی شهر از ۴ محله به نام‌های محله مسجد جامع، محله مسجد امام حسن (ع), محله مسجد صاحب الزمان (عج), محله گلزار تشکیل گردیده‌است. معماری حاکم بر شهر سجزی جزء معماری اصیل و سنتی ایران بوده، به نحوی که این معماری در اکثر منازل قدیمی شهر که برجای مانده‌است خودنمایی می‌کند.

## فعالیت اقتصادی
عمده فعالیت ساکنین شهر سجزی کشاورزی، دامداری می‌باشد و بعد از آن بیشترین فعالیت اهالی در ایستگاه راه‌آهن سیستان و کارگاه‌ها و کارخانجات واقع در قطب صنعتی سجزی می‌باشد.
قرار گرفتن شهر سجزی در منطقه کویری و محدودیت منابع آبی منطقه که برای کشاورزی از منابع زیرزمینی نظیر قنات و چاه تأمین می‌گردد موجب گردیده‌است خشکسالی‌ها و نزولات کم در منطقه کشاورزی این منطقه را دچار مشکلات عدیده نماید. عمده محصولات کشاورزی منطقه عبارت است از گندم، جو، چغندر قند و عمده تولیدات باغی آن محصول پسته می‌باشد.
همچنین به علت ضعف مراتع و غنی نبودن پوشش گیاهی در این منطقه فعالیت دامداری در این شهر در مقایسه با سایر نقاط استان در سطح پایینی قرار گیرد. عمده فعالیت دامداری منطقه به صورت سنتی انجام می‌گردد.

### فعالیت اقتصادی ساکنین شهر سجزی
عمده فعالیت ساکنین شهر سجزی کشاورزی و دامداری می‌باشد و پس از آن بیشترین فعالیت اهالی در ایستگاه راه‌آهن سیستان، کارگاه‌ها و کارخانجات واقع در قطب صنعتی سجزی و دیگر کارخانه‌های داخل و خارج منطقه می‌باشد.

## مذهب مردم

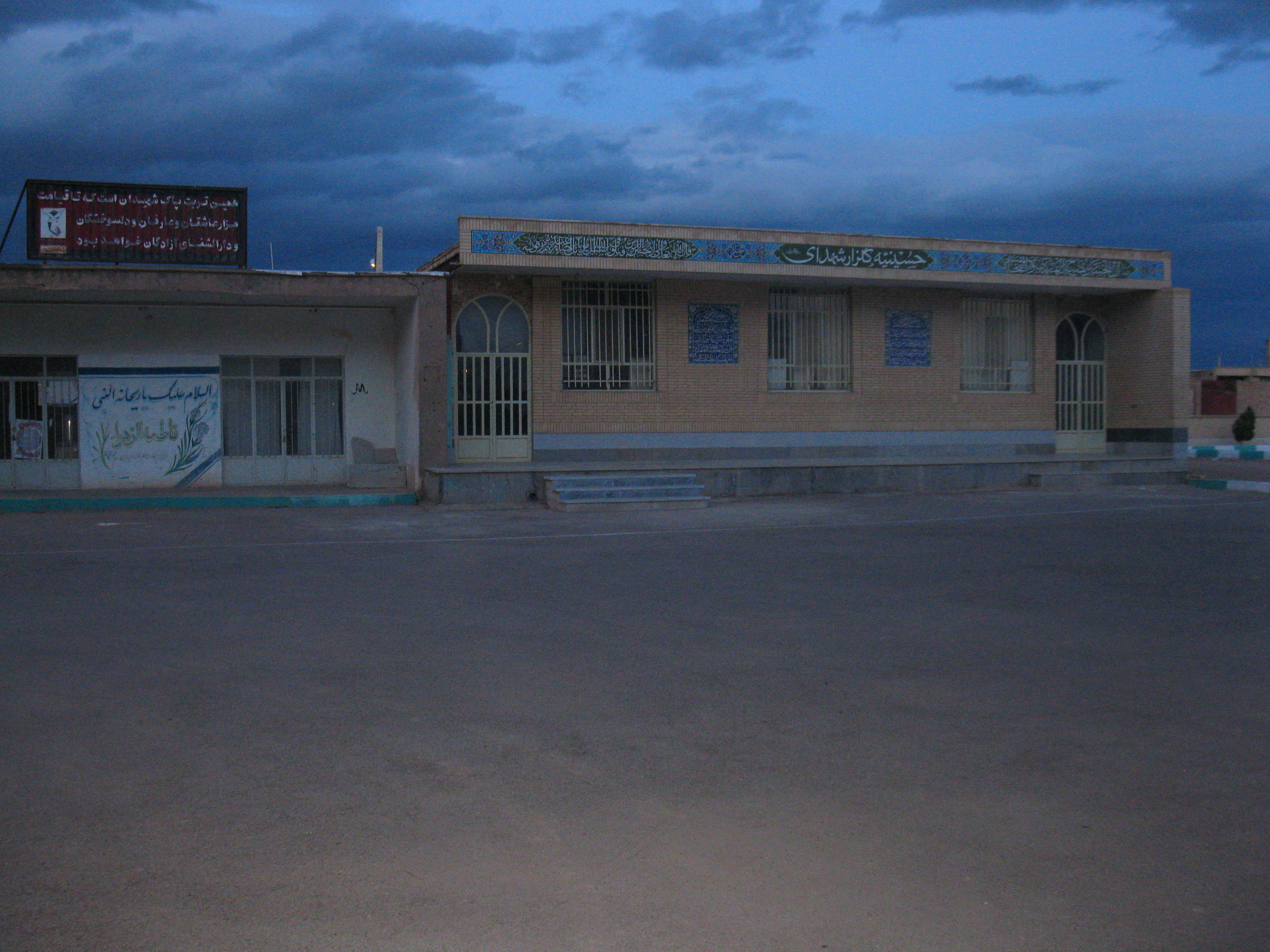
حسینیه گلزار شهدای سجزی

مذهب مردمان این منطقه اسلام و شیعه اثنی عشری می‌باشد.

## محصولات کشاورزی منطقه
عمده محصولات کشاورزی منطقه عبارت است از گندم، جو، چغندر قند و عمده تولیدات باغی آن محصول پسته می‌باشد. همچنین به علت ضعف مراتع و غنی نبودن پوشش گیاهی در این منطقه فعالیت دامداری در این شهر به صورت سنتی انجام می‌گردد
با سایر نقاط استان در سطح پایینی قرار گیرد و عمده فعالیت دامداری منطقه به صورت سنتی انجام می‌گردد

## جمعیت
براساس سرشماری سال ۱۳۸۵جمعیت این شهر ۴٬۳۹۲نفر (۱٬۲۱۶خانوار) بوده‌است.

## مخاطرات زیست‌محیطی و جغرافیایی

### فرسایش خاک

دشت سجزی

آیا باور کردنی است که بشنویم بیابانی که امروز از ۲۵ کیلومتری شرق اصفهان به سمت نایین آغاز می‌شود و منطقه‌ای به وسعت بیش از ۴۰ هزار هکتار را در معرض شن‌های روان و میلیاردها دلار خسارات زیست‌محیطی ناشی از گرد و غبار و ریزگرد قرار داده‌است روزگاری مرغزار و نیزاری خوش آب و هوا بوده‌است. این بیابان دست ساخت انسان یعنی «دشت سجزی» یکی از کانون‌های بحرانی بیابان زایی در مرکز ایران است که خطری بزرگ برای شهرهای مجاور محسوب می‌شود به‌طوری‌که حتی هواپیماهای عبوری از این منطقه نیز از خسارات آن در امان نیستند.
فاجعه این جاست که اگر این کانون بحران بیابان زایی کنترل نشود بیشتر گسترش می‌یابد و نقاط مجاور را در خود فرو می‌برد. عمق این فاجعه دست پرورده انسان، زمانی بیشتر مشخص می‌شود که بدانیم شن‌های روان این مناطق بیابانی در راه‌آهن و تأسیسات صنعتی منطقه نیز نفوذ کرده و اگر به‌طور مرتب خطوط راه‌آهن از انباشت و تراکم شن‌ها پاک نشود، جان مسافران را نیز تهدید می‌کند. البته خسارات زیست‌محیطی ناشی از ورود ریزگردهای این بیابان به شهرهای اطراف که میهمان ناخوانده ریه‌های مردم می‌شود و تأثیر سویی که بر اکوسیستم و محیط زیست به جای می‌گذارد، در بلندمدت بیشتر از خسارات میلیاردی وارده بر هواپیماها و راه‌آهن و تأسیسات صنعتی و فرودگاه‌های منطقه‌است. نکته قابل تأمل دیگر نیز آن است که ریزگردهای برخاسته از این منطقه در صورت افزایش می‌تواند ریزگردهای عربی و وارداتی از غرب کشور را نیز تشدید کند.
بر اساس قانون، احداث صنایع در شعاع ۵۰ کیلومتری از مرکز اصفهان ممنوع است اما در مجاورت شهر سجزی، بزرگ‌ترین شهرک صنعتی احداث شده‌است. آلودگی برخی واحدهای این شهرک صنعتی و آلودگی کوره‌های تولید گچ و وجود گرد وغبار ناشی از کویرزایی مشکلاتی برای این شهر به وجود آورده و خسارت‌های زیاد به این شهر وارد کرده‌است.
این شهر دو ماه از سال را با پدیده گرد و خاک که از سمت کویر به این شهر می‌وزد، در گیر هستند.

### مجاورت با خطوط ریلی
شهر سجزی در بین خطوط ریلی سراسری احاطه شده‌است، مردم این شهر ۴۰ سال است که صدای سوت قطار را در منازل خود می‌شنوند و زمان عبور قطار از شهر خود را می‌دانند. به گفته اهالی سجزی در طول شبانه روز حدود ۱۲ قطار از این شهر عبور می‌کند که بیشتر آنان از نوع باربری است و آلودگی صوتی ناشی از تردد آن‌ها به معضلی برای برخی از مردم سجزی تبدیل شده‌است. اما آنچه که مردم این شهر را تهدید می‌کند و شاید مردم سجزی از آن غافل اند رعایت نشدن حریم قانونی خطوط راه‌آهن با منازل مسکونی است که می‌تواند حادثه چند سال گذشته خارج شدن قطار از خط آهن در نیشابور را در این منطقه نیز، دوباره رقم زند. حداقل فاصله رعایت شده منازل مسکونی این شهر از خطوط آهن ۴۷ متر است و در صورتی که قطار با سرعتی که در حرکت است از ریل خارج شود فاجعه‌ای هولناک در این منطقه به وقوع می‌پیوندد.
- مظفر حاجیان، فرماندار اسبق اصفهان در این خصوص تنها به جمله‌ای کوتاه بسنده کرد و به خبرنگار ایسنا گفته: زمین‌هایی که در حریم قانونی خطوط آهن منطقه سجزی بود مربوط به راه‌آهن است که در دهه اخیر فروخته شد و مردم اقدام به ساخت و ساز کرده‌اند.
- مدیرکل راه و ترابری استان اصفهان حریم قانونی خطوط ریلی را ۱۷ متر اعلام کرد و گفت: یکصد متر بعد از حریم قانونی محدوده کاربری است که ساخت و ساز در آن منوط به اجازه از وزارت راه و ترابری است. هوشنگ عشایری در گفتگو با خبرنگار ایسنا در اصفهان، اظهار داشت: حریم قانونی هفده متر است و یکصد متر بعد از آن هیچ ارتباطی با راه‌آهن ندارد. وی با اشاره به اینکه ریل‌هایی که در راه‌آهن استفاده می‌شوند از نوعUC۶۰ است، افزود: این نوع ریل به راحتی مستهلک نمی‌شود و مشکلی ایجاد نخواهد کرد، مگر اینکه به دلیل ترد بودن شکسته شود. مدیرکل راه و ترابری استان اصفهان حادثه چند سال گذشته در نیشابور را ناشی از شکستگی ریل اعلام کرد و گفت: خوشبختانه تاکنون در شهر سجزی مشکلی نداشته‌ایم و خطری مردم این شهر را تهدید نخواهد کرد.[۵]

## نقاط گردشگری

### آب گرم سجزی (ورتون)
مجموعه گردشگری ورتون در ۱۰ کیلومتری شمال شهر سجزی قرار دارد. این منطقه که در بین تپه ماهوری ارتفاعات شمال شرق اصفهان واقع شده، آب وهوای معتدل و مطلوبی دارد و وجود چشمه‌های آبگرم ورتون بر جذابیت این منطقه افزوده‌است. این مجموعه شامل چشمه‌های آب گرم معدنی، حمام‌ها و حوضچه‌های آب گرم و ساختمان سنگی تاریخی معروف به حوض مراد و بقعه متبرک آن معروف به امامزاده آب گرمی است. برخی از این چشمه‌های آبگرم به نام‌های مقدس حضرت علی بن موسی الرضا و حضرت امام حسن مجتبی نامگذاری شده که به همین لحاظ، آب این چشمه‌ها مورد تکریم و احترام عموم مردم بوده‌است. بنای ایجاد شده بر روی چشمه آبگرم مربوط به دوره صفوی است. آب گرم ورتون، جزوآب‌های کلروبیکربناته و سولفاته کلسیک بوده و دارای سدیم و آهن است. دمای آب چشمه حدود ۴۰ درجه سانتیگراد است که از دمای محیط اطراف ۱۲درجه بیشتر است. آب گرم این مجموعه خاصیت ملین دارد و به سبب وجود آهن در ترکیب آن در درمان کم خونی مؤثر است. تأیید خاصیت درمانی آب گرم چشمه‌های ورتون در ماهنامه طب دانشگاه تهران در سال ۱۳۴۲ درج شده‌است.

## نگارخانه

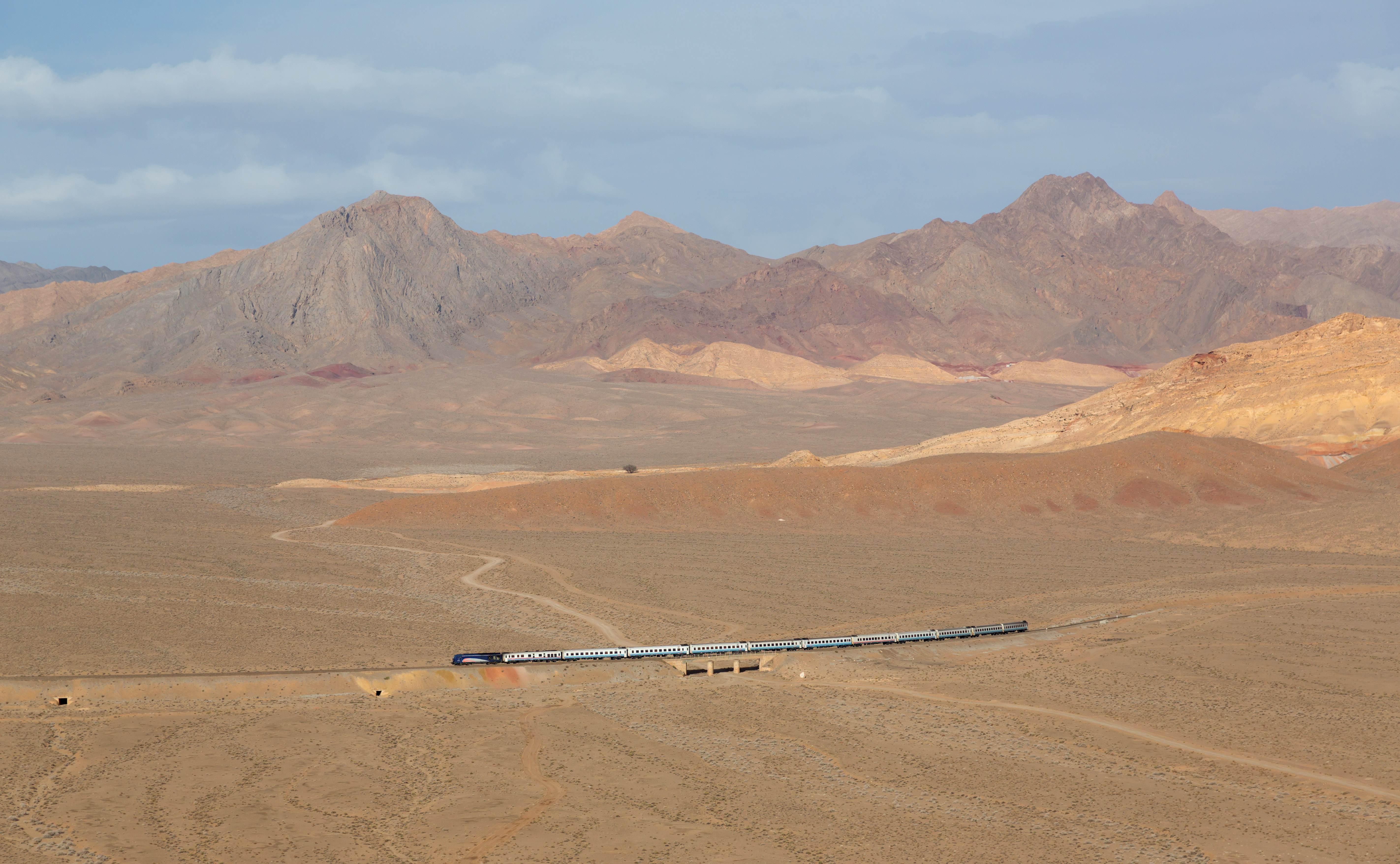
قطار مسافربری راه‌آهن ایران در مسیر اسفیدان-سگزی